# LEDA 1313424

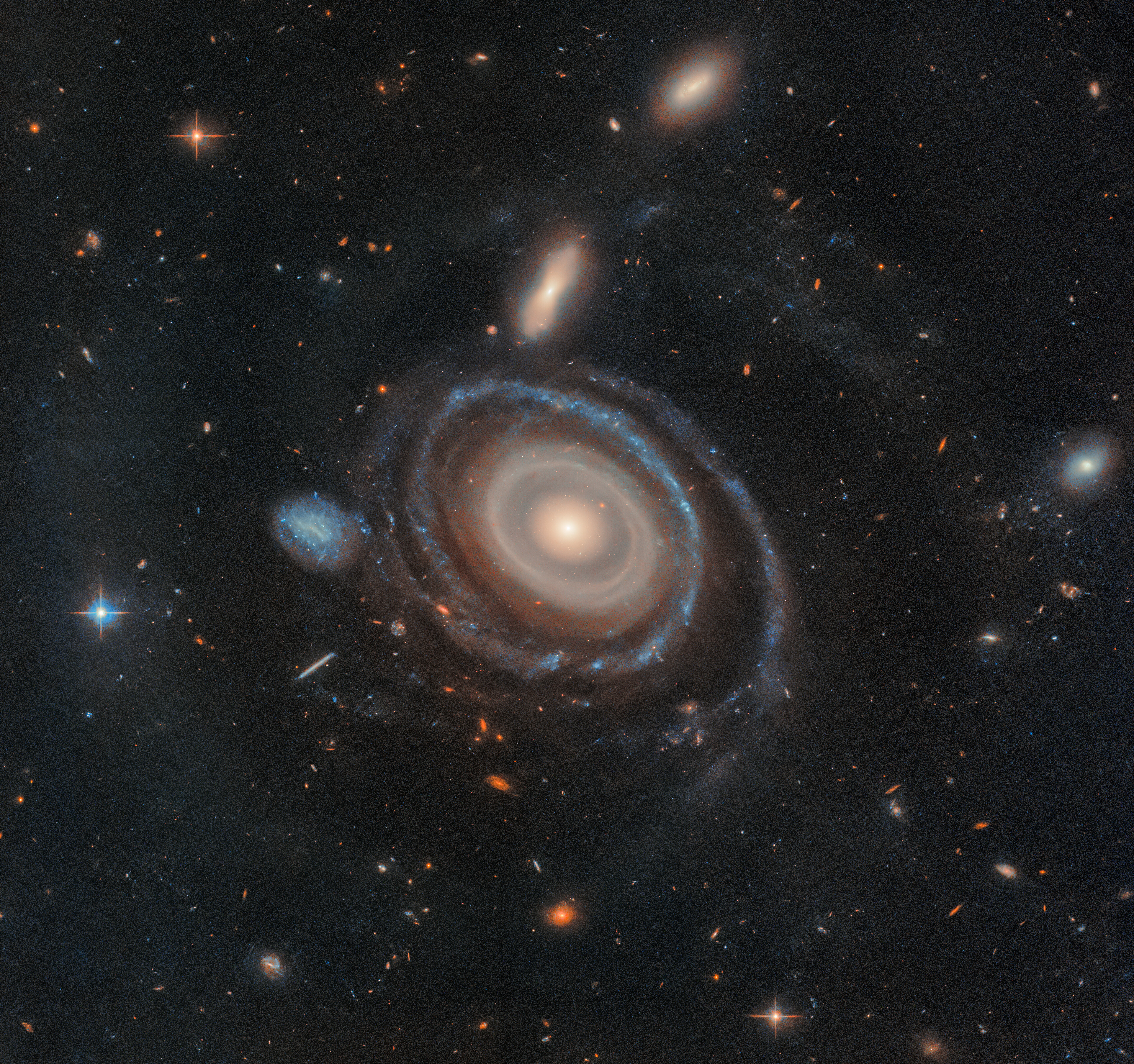
LEDA 1313424, au centre de l'image. La galaxie naine entrée en interaction 50 millions d'années plus tôt est la petite nébuleuse au centre gauche. Une fine colonne de gaz relie encore les centres des deux galaxies, pourtant éloignées de 130000 années-lumière

LEDA 1313424 ou PGC 1313424, surnommée Bullseye (« œil de boeuf », au sens de centre d'une cible), est une galaxie à anneaux située dans la constellation des Poissons, à environ 567 millions d'années-lumière. Elle est deux fois et demie plus grande que la Voie lactée et comporte neuf anneaux, six de plus que toute autre galaxie connue à ce jour,.
Les images acquises par le télescope spatial Hubble permettent de conclure que cette galaxie est née de la collision d'une galaxie naine et d'une galaxie massive près du centre de cette dernière, environ 50 millions d'années plus tôt,.

## Lien Externe
- (fr + en) « LEDA 1313424: The Bullseye Galaxy », sur Astronomy Picture of the Day, NASA, 7 février 2025 (consulté le 3 juin 2025) traduction/adaptation française)